# Aharon Jariw
Aharon Jariw (hebr. ‏אהרן יריב‎, ang. Aharon Yariv, ur. 20 grudnia 1920 w Moskwie, zm. 7 maja 1994) – izraelski generał i polityk, w latach 1964–1972 szef Agencji Wywiadu Wojskowego Aman, w 1974 minister transportu, w latach 1974–1975 minister informacji, w latach 1974–1977 poseł do Knesetu z listy Koalicji Pracy.

## Życiorys
Urodził się 20 grudnia 1920 w Moskwie.
W 1935 wyemigrował ze Związku Radzieckiego do, stanowiącej wówczas brytyjski mandat, Palestyny. Ukończył szkołę rolniczą w Pardes Channie. W 1938 lub 1939 przyłączył się do żydowskiej organizacji paramilitarnej Hagana. W czasie II wojny światowej walczył w oddziałach British Army, służbę zakończył w stopniu podpułkownika (ang. Lieutenant Colonel). W latach 1945–1946 wielokrotnie wyjeżdżał do Europy w celu zdobywania broni dla Hagany oraz ratowania pamięci i zabezpieczania świadectwa Zagłady Żydów. W 1947 został adiutantem szefa sztabu Hagany – Ja’akowa Doriego. Ukończył Szkołę Dyplomacji Agencji Żydowskiej.
Wraz z utworzeniem niepodległego państwa Izrael, stał się żołnierzem Sił Obronnych. W czasie wojny o niepodległość Izraela służył najpierw jako zastępca dowódcy batalionu w brygadzie Aleksandroni, a następnie był dowódcą batalionu w brygadzie Karmeli. Walczył na północnym froncie, brał udział w zdobywaniu Nazaretu. W 1951 został szefem sekcji w Departamencie Operacji Sztabu Generalnego. Ukończył Szkołę Sztabu Wojskowego we Francji, a po powrocie do kraju stanął na czele zespołu, który doprowadził do powstania jej izraelskiego odpowiednika, w latach 1954 – 1956 był jej pierwszym dowódcą. W 1957 został dowódcą sztabu Centralnego Dowództwa, w tym samym roku wyjechał do Ameryki Północnej, gdzie do 1960 był attaché wojskowym w Stanach Zjednoczonych i Kanadzie. W latach 1960–1961 był dowódcą brygady Golani.

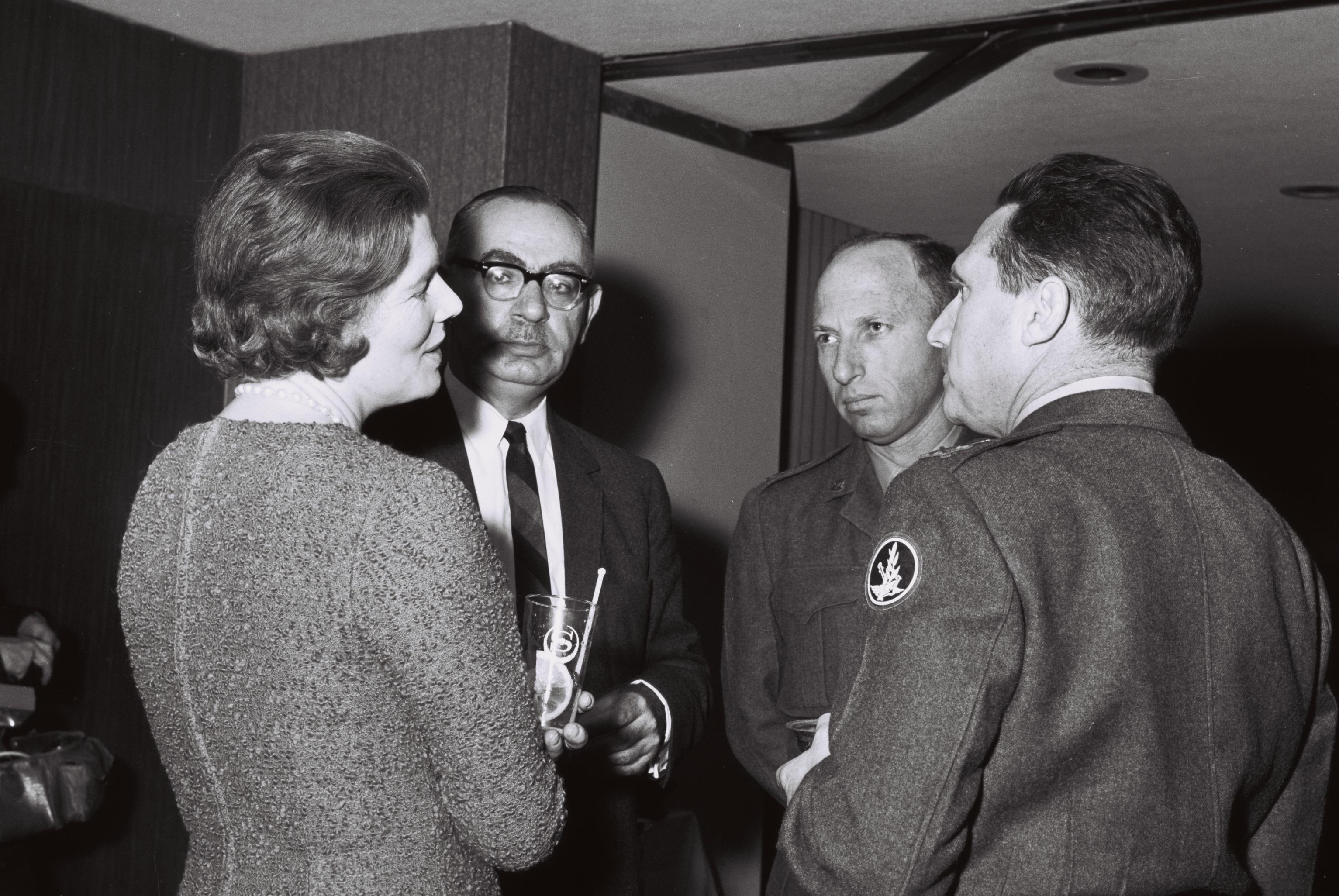
Christopher Soames, Cwi Zamir oraz Aharon Jariw (Tel Awiw, 1966)

W 1964 został powołany na stanowisko dowódcy Agencji Wywiadu Wojskowego Aman, funkcję sprawował przez osiem lat do 1972. Na ten czas przypadły wydarzenia takie jak m.in.: wojna sześciodniowa i zdobycie przez Izrael Synaju, Zachodniego Brzegu i Strefy Gazy, wojna na wyczerpanie, atak na izraelskich sportowców podczas Olimpiady w Monachium. W latach 1972–1973 był specjalnym doradcą premier Goldy Meier do spraw terrorystycznych. Podczas wojny Jom Kipur był specjalnym asystentem szefa Sztabu Generalnego Dawida Elazara i wynegocjował zawieszenie broni z Egiptem. Służbę wojskową zakończył w stopniu tat allufa (generała brygady).
Następnie jak wielu innych byłych izraelskich wojskowych związał się z polityką – został członkiem Partii Pracy. W wyborach parlamentarnych w 1973 po raz pierwszy i jedyny dostał się do izraelskiego parlamentu z listy lewicowej Koalicji Pracy. W ósmym Knesecie zasiadał w komisjach spraw zagranicznych i obrony; spraw wewnętrznych i środowiska oraz kontroli państwa.
10 marca 1974 premier Golda Meir powołała go do swojego nowego rządu jako ministra transportu, w resorcie zastąpił Szimona Peresa. Pozostał na stanowisku do 3 czerwca 1974, kiedy Meir zrezygnowała z kierowania radą ministrów. Nowym premierem został Icchak Rabin, który w swoim rządzie zaoferował Jariwowi resort informacji, zaś kierowanie Ministerstwem Transportu przekazał Gadowi Ja’akowiemu. Poprzednikiem Jariwa na stanowisku był Peres. Jariw zrezygnował ze stanowiska 4 lutego 1975, a ministerstwo zostało zlikwidowane.
16 maja 1977 zrezygnował z zasiadania w parlamencie, jego miejsce zajął Cewi Alderoti. Poświęcił się karierze naukowej, w 1977 założył Centrum Badań Strategicznych na Uniwersytecie Telawiwskim, którego szefem pozostał aż do śmierci.
Zmarł 7 maja 1994 w wieku siedemdziesięciu trzech lat. Został pochowany na cmentarzu w Ramat ha-Szaron, nad jego grobem przemawiali dostojnicy państwowi z premierem Icchakiem Rabinem na czele.